# یویا تاگوچی
یویا تاگوچی (ژاپنی: 田口 裕也؛ زادهٔ ۸ آوریل ۲۰۰۱) یک بازیکن فوتبال اهل ژاپن است.
از باشگاه‌هایی که در آن بازی کرده‌است می‌توان به باشگاه فوتبال گاینار توتوری اشاره کرد.